# Gustavo Sierra
Gustavo Raúl Sierra Ortiz (Andaray, 24 de octubre de 1955) es un ingeniero y político peruano. Fue alcalde del distrito de Surquillo desde el 2002 hasta el 2003, tras el fallecimiento de Guido Casassa, y luego electo para 2 periodo municipales. 

## Biografía
Nació en el Distrito de Andaray, ubicado en la Provincia de Condesuyos del departamento de Arequipa, el 24 de octubre de 1955.
Realizó sus estudios primarios en el Colegio San Vicente de Paul, y los secundarios en la Gran Unidad José María Eguren del Distrito de Barranco. En el 2009 inicia estudios universitarios en Ingeniería pesquera en la Universidad Nacional Federico Villarreal.  

## Carrera política
En el año 1985, inició su participación política como miembro del Partido Aprista Peruano, siendo secretario general del Distrito de Surquillo entre 1986 y 1989, y luego secretario departamental de Lima, entre 1990 y 1991.
Postuló tres veces como regidor sin tener éxito y en 1995, se aleja del aprismo para luego pasarse a las filas de la alianza fujimorista Cambio 90 - Nueva Mayoría y en las elecciones municipales de dicho año resulta elegido como regidor del Distrito de Surquillo para el período 1996-1998.

### Alcalde de Surquillo
En las elecciones municipales de 1998 fue reelegido como regidor por el movimiento Vamos Vecino. Sin embargo en junio del 2002, Sierra asume como alcalde interino tras el fallecimiento del entonces alcalde Guido Casassa.
En el mismo año, durante las elecciones municipales del 2002, logra ser elegido como alcalde de Surquillo por Unidad Nacional (al ser miembro de Solidaridad Nacional) y reelegido para el periodo 2007-2010.
En las elecciones del 2010 se presenta nuevamente a la reelección por el partido Cambio Radical y luego por Solidaridad Nacional en 2014. En 2022 reapareció como miembro de Somos Perú y participó en las elecciones municipales del 2022.

## Controversias
En 2019, fue encontrado cometiendo el delito de soborno a un empresario de San Juan de Lurigancho. En consecuencia estuvo en prisión preventiva por 9 meses.